# Distrikt Apongo
Der Distrikt Apongo liegt in der Provinz Víctor Fajardo in der Region Ayacucho in Südzentral-Peru. Der Distrikt wurde am 13. Mai 1936 gegründet. Er besitzt eine Fläche von 176 km². Beim Zensus 2017 wurden 661 Einwohner gezählt. Im Jahr 1993 lag die Einwohnerzahl bei 893, im Jahr 2007 bei 1256. Sitz der Distriktverwaltung ist die 3068 m hoch gelegene Ortschaft Apongo mit 482 Einwohnern (Stand 2017). Apongo liegt 32 km südsüdöstlich der Provinzhauptstadt Huancapi.

## Geographische Lage
Der Distrikt Apongo liegt im Andenhochland im Südosten der Provinz Víctor Fajardo. Der Río Sondondo, rechter Nebenfluss des Río Pampas, fließt entlang der östlichen Distriktgrenze nach Norden und entwässert fast das gesamte Areal.
Der Distrikt Apongo grenzt im Südwesten und im Westen an den Distrikt Aucara (Provinz Lucanas), im Norden an den Distrikt Canaria, sowie im Osten und im Südosten an die Distrikte Querobamba und Morcolla (beide in der Provinz Sucre) sowie an den Distrikt Asquipata.

## Ortschaften
Neben dem Hauptort gibt es folgende größere Ortschaften im Distrikt:
- Chalhuamayo
- Chillanjay
- Huayccohuasi
- Paire